# Saxifraga latepetiolata
Saxifraga latepetiolata är en stenbräckeväxtart som beskrevs av Heinrich Moritz Willkomm. Saxifraga latepetiolata ingår i Bräckesläktet som ingår i familjen stenbräckeväxter. Inga underarter finns listade i Catalogue of Life.